# 高速列车
高速列车是铁路运输中可进行高速运行的列车，其最高运行速度至少需要在200公里/小时以上。通常為電聯車。為了减少空气产生的阻力，以及讓火車開的更快，高速列车的车头一般都很尖。